# 11573 Helmholtz
11573 Helmholtz eller 1993 SK3 är en asteroid i huvudbältet som upptäcktes den 20 september 1993 av de båda tyska astronomen Freimut Börngen och Lutz D. Schmadel vid Tautenburg-observatoriet. Den är uppkallad efter den tyske fysikern Hermann von Helmholtz.
Den tillhör asteroidgruppen Griqua.